# 바베시아증

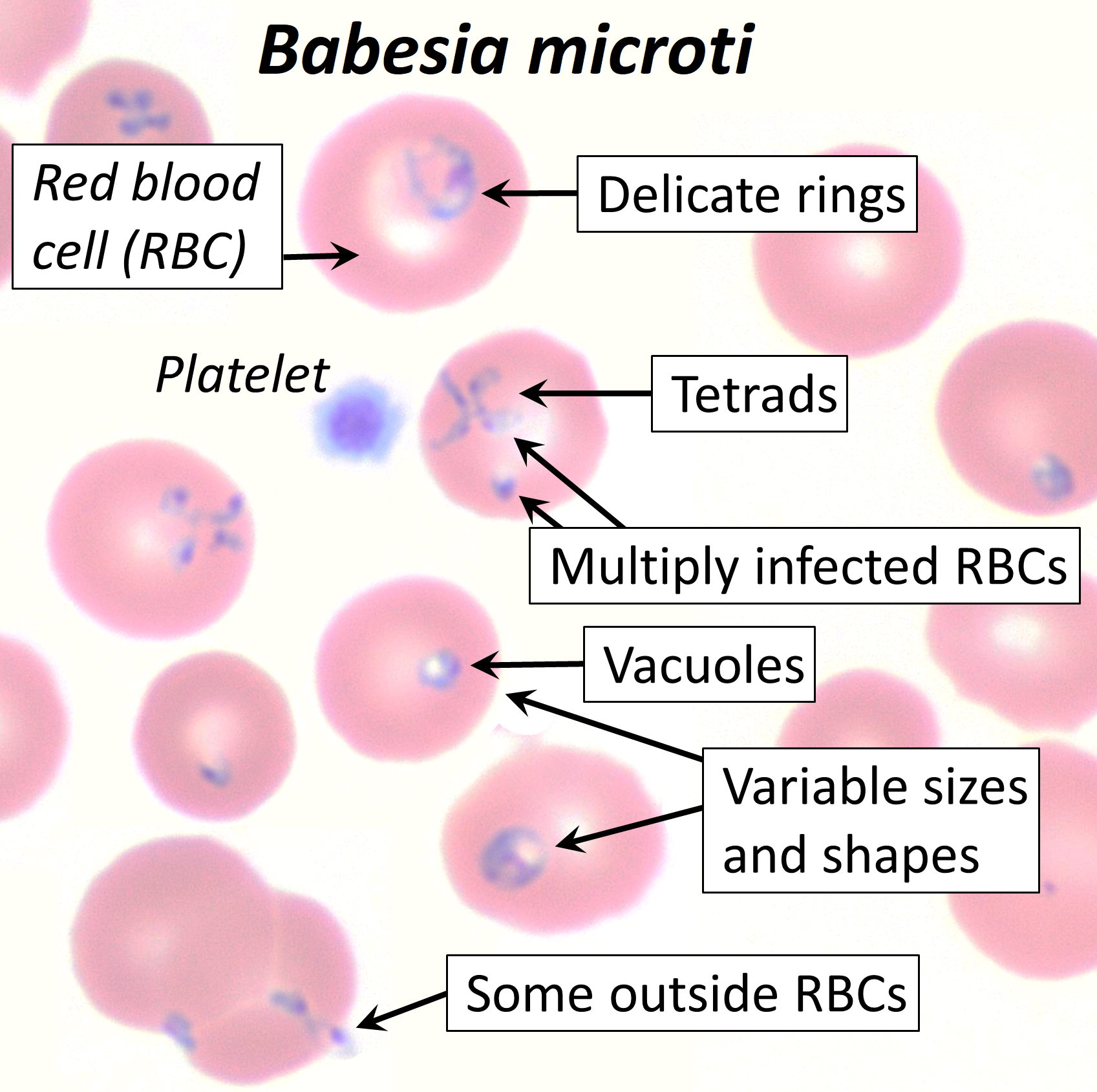

바베시아증(Babesiosis) 또는 피로플라스마증(piroplasmosis), 바베스열원충증은 정단복합체충문에 있는 이형열원충(Piroplasmida)목의 진핵 기생충(일반적으로 바베스열원충속(Babesia) 또는 범안열원충속(Theileria))에 의한 감염으로 인해 발생하는 말라리아 유사 기생충 질환이다. 진드기 물림을 통한 인간 바베시아증 전염은 미국 북동부, 중서부, 유럽 일부 지역에서 가장 흔하며, 나머지 세계에서는 산발적이다. 따뜻한 날씨에 발생한다. 사람들은 감염된 진드기에 물림, 감염된 혈액제제 기증자로부터 수혈 받음, 선천적 전염(감염된 엄마가 아기에게)을 통해 바베시아 기생충에 감염될 수 있다. 진드기는 인간 바베시아증을 전염시키므로 종종 라임병과 같은 다른 진드기 매개 질병과 함께 나타난다. 트리파노솜 다음으로 바베시아는 포유류에서 두 번째로 흔한 혈액 기생충으로 생각된다. 혹독한 겨울이 없는 지역에서는 가축의 건강에 심각한 악영향을 미칠 수 있다. 소의 경우 이 질병은 텍사스 소열병 또는 레드워터로 알려져 있다.